# Mayo Kébi
Le Mayo Kebbi est une rivière d'Afrique et un affluent de la Bénoué. Au Tchad, elle a donné son nom aux régions du Mayo-Kebbi Est et du Mayo-Kebbi Ouest.
Maayo signifie « cours d'eau » en peul du Cameroun.

## Géographie
Elle longe les villages de Mindaoré, Séré, Dawa, Ganhou et Nenbakre et Léré.
| Mois                              | jan. | fév. | mars | avril | mai | juin | jui. | août | sep. | oct. | nov. | déc. |
| --------------------------------- | ---- | ---- | ---- | ----- | --- | ---- | ---- | ---- | ---- | ---- | ---- | ---- |
| Température minimale moyenne (°C) | 17   | 19   | 21   | 25    | 24  | 22   | 22   | 24   | 23   | 22   | 20   | 17   |
| Température maximale moyenne (°C) | 35   | 39   | 40   | 40    | 36  | 28   | 26   | 26   | 24   | 30   | 35   | 37   |
| Précipitations (mm)               | 1    | 1    | 12   | 21    | 129 | 163  | 196  | 276  | 262  | 105  | 11   | 2    |

| Diagramme climatique                                  |       |        |        |         |         |         |         |         |         |        |       |
| J                                                     | F     | M      | A      | M       | J       | J       | A       | S       | O       | N      | D     |
| 35171                                                 | 39191 | 402112 | 402521 | 3624129 | 2822163 | 2622196 | 2624276 | 2423262 | 3022105 | 352011 | 37172 |
| Moyennes : • Temp. maxi et mini °C • Précipitation mm |       |        |        |         |         |         |         |         |         |        |       |

## Hydrologie
En période de hautes eaux, le Logone, qui prend sa source en République centrafricaine pour se jeter dans le lac Tchad via le Chari, peut inonder la région en amont de Bongor et noyer le marais toupouri. Par diffluence, une partie de ces eaux quitte alors le bassin du lac Tchad pour celui du golfe de Guinée, alimentant le Mayo Kebbi puis la Bénoué et le Niger.
Ces affluents sont constitués, de l'amont vers l'aval, des cours d'eau suivants :
- rive gauche :
  - Moudjoubouana
  - La Kabia
  - Dégné
  - Lésé
  - Madonga
  - El Mandjoui
  - El Dallah
  - El Ouaya
- rive droite :
  - Mayo-Biou
  - Mayo-Ganré
  - Mayo Ligam
  - Mayo-Laddé
  - Mayo-Binder

On trouve les chutes Gauthiot, série de cascades situées sur le cours du Mayo Kebbi, à environ 40 kilomètres en amont de la ville de Léré.